# Peter Gustavsson
Peter Gustavsson (Bollebygd, 1958. március 30. – 2023. szeptember 5. vagy előtte) profi svéd jégkorongozó.

## Pályafutása
Karrierjét a svéd bajnokságban kezdte 1977–1978-ban a Västra Frolunda HC Goteborg csapatában. Itt négy idényt játszott és legjobb idényében 28 pontot szerzett. 1981–1982-ben a National Hockey League-es Colorado Rockieshoz került kettő mérkőzésre. Még ebben a szezonban 59 mérkőzésen lépett jégre a CHL-es Fort Worth Texansban. Ezután visszament hazájába, ahol a nevelőcsapatában a Västra Frolunda HC Goteborgban folytatta pályafutását. 1982 és 1984 között az első osztályban, majd 1984 és 1989 között a másodosztályban. 1989–1990-ben szintén az első osztályban játszott egy idényt majd visszavonult. Végül egy idény erejéig visszatért 1993–1994-ben a Harryda HC-be, ami akkor harmadosztályos csapat volt.